# Sultan Rashed
Sultan Rashed Al-Kalbani (5 dicembre 1976) è un ex calciatore emiratino, di ruolo centrocampista.

## Carriera

### Nazionale
Ha debuttato nella Nazionale di calcio degli Emirati Arabi Uniti il 21 ottobre 1998, nell'amichevole contro il Libano, vinta per 1-0. Ha messo a segno la sua prima rete con la maglia della Nazionale il 7 settembre 2001, nell'amichevole Arabia Saudita-Emirati Arabi Uniti, siglando la rete del definitivo 0-2 al minuto 89. Ha partecipato, con la Nazionale, alla Coppa d'Asia 2004. Ha collezionato in totale, con la maglia della Nazionale, 51 presenze e tre reti.

## Palmarès

### Club

#### Competizioni nazionali
- Campionato emiratino di calcio: 5

Al-Ain: 1997-1998, 1999-2000, 2001-2002, 2002-2003, 2003-2004
- Coppa degli Emirati Arabi Uniti: 5

Al-Ain: 1998-1999, 2000-2001, 2004-2005, 2005-2006, 2008-2009